# سكوت هندرسون
سكوت هندرسون هو متزحلق جبال الألب كندي، ولد في 15 أبريل 1943 في كالغاري في كندا.

## وصلات خارجية
- سكوت هندرسون على موقع الاتحاد الدولي للتزلج (التزلج على المنحدرات الثلجية) (الإنجليزية)
- سكوت هندرسون على موقع أوليمبيديا (الإنجليزية)